# Microdalyella fairchildi
Microdalyella fairchildi är en plattmaskart. Microdalyella fairchildi ingår i släktet Microdalyella och familjen Dalyelliidae. Inga underarter finns listade i Catalogue of Life.